# Ubezpieczenie mienia
Ubezpieczenie mienia – rodzaj ubezpieczenia majątkowego. Przedmiotem ubezpieczenia jest interes ubezpieczeniowy związany z dobrami materialnymi oraz z prawami albo zobowiązaniami majątkowymi. Ograniczenie odpowiedzialności zakładu ubezpieczeń stanowi suma ubezpieczenia ustalona na podstawie wartości przedmiotu ubezpieczenia.